# Grégoire VII
Vous lisez un « bon article » labellisé en 2008.
Pour les articles homonymes, voir Saint Grégoire et Grégoire.
Grégoire VII (Ildebrando de Soana), né vers 1020–1025 à Sovana et mort le 25 mai 1085 à Salerne, est un moine bénédictin toscan qui devient en 1073 le 157e pape, succédant à Alexandre II. Connu parfois comme le moine Hildebrand, il est le principal artisan de la réforme grégorienne, tout d'abord en tant que conseiller du pape Léon IX et de ses successeurs, puis sous son propre pontificat.
Cette réforme de l'Église entend purifier les mœurs du clergé (obligation du célibat des prêtres, lutte contre le nicolaïsme) et lutter contre la simonie, le trafic des bénéfices et notamment des évêchés, ce qui provoque un conflit majeur avec l'empereur du Saint-Empire Henri IV, qui considère comme relevant de son pouvoir de donner l'investiture aux évêques. Au cours de la querelle des Investitures, Grégoire VII oblige l'empereur excommunié à faire une humiliante démarche de pénitence. Cependant, cet épisode ne suffit pas à régler le conflit, et Henri reprend l'avantage en assiégeant le pape réfugié au château Saint-Ange. Libéré par les Normands, le pape est chassé de Rome par la population, excédée par les excès de ses alliés. Grégoire VII meurt en exil à Salerne le 25 mai 1085.
Grégoire VII, considéré comme saint par l'Église catholique, est fêté le 25 mai.

## Biographie

### Enfance
Grégoire VII naît à Sovana proche de Sorano en Toscane vers 1020. Il se nomme Hildebrand, ce qui rappelle l'origine germanique de sa famille[Information douteuse]. Cependant, selon certaines sources, sans doute avec la volonté de faire apparaître un parallèle avec le Christ lors du procès de canonisation, Hildebrand serait issu d'une famille de condition moyenne : son père aurait exercé la profession de charpentier.

### Élève puis chapelain de Grégoire VI
Hildebrand est envoyé très jeune à Rome, où son oncle est prieur de l'abbaye clunisienne de Sainte-Marie sur l'Aventin. Il y est instruit et aurait eu pour maître Jean Gratien, le futur pape Grégoire VI. Ce dernier est un fervent réformateur. La culture de Hildebrand est plus mystique que philosophique : il se nourrit plus des psaumes ou des écrits de Grégoire le Grand (dont lui-même et son mentor prendront le nom en accédant au trône de saint Pierre) que de ceux de saint Augustin. Il s'attache à Jean Gratien qui fit de lui son chapelain. Il le suivra jusqu'à sa mort.
La fin du IXe siècle et le début du Xe siècle ont été marqués par l'affaiblissement de la puissance publique du fait de la dissolution de l'Empire carolingien. Confrontés aux invasions et aux guerres privées engendrées par la montée en puissance d'une nouvelle élite guerrière qui prend en charge des territoires, les clercs recherchent la protection des puissants. En contrepartie, ces derniers s'approprient le droit de disposer les biens des églises et de désigner les titulaires de charges ecclésiastiques, abbatiales et paroissiales. Dès lors, ces charges sont confiées à des laïcs, souvent contre rétribution et leur transmission se fait parfois par voie héréditaire. L'Église subit une véritable crise de moralité : les charges et des biens de l'Église sont soumis à un véritable trafic (simonie) et la clérogamie (nicolaïsme) est très répandue, particulièrement en Italie, en Allemagne et en France.
En réaction, cette époque est marquée par un fort mouvement réformateur monastique qui obtient l'autonomie de nombreuses abbayes et impose une moralisation de la conduite de la chevalerie naissante en particulier par les mouvements de la paix de Dieu puis de la trêve de Dieu. Le mouvement est largement porté par Cluny mais pas uniquement : ce sont les abbayes bénédictines de Brogne en Belgique et de Gorze en Lorraine qui propagent la réforme. C'est dans cet esprit qu'est éduqué Hildebrand.
Du fait de la vaste superficie du Saint-Empire romain germanique, l'autorité du souverain germanique est assez faible en Italie. Les grandes familles romaines (et en particulier les comtes de Tusculum) habituées à faire élire le pape, ont repris leurs anciennes prérogatives : trois papes issus de la famille des Théophylactes se succèdent à partir de 1024. Si Benoît VIII et Jean XIX sont énergiques, Benoît IX, élu très jeune, se comporte de manière tyrannique et indigne. Critiquant sa faible moralité, des insurgés romains élisent un antipape en 1045 (Sylvestre III). Mis en difficulté, Benoît IX revend sa charge à Jean Gratien qui, pensant remettre de l'ordre, accepte cet acte de simonie et prend le nom de Grégoire VI. Cependant, il ne parvient pas appliquer la réforme et le désordre est accru : il y a trois papes concurrents.
Depuis l'empereur du Saint-Empire Henri II (1014–1024), les empereurs sont contraints de descendre périodiquement avec leur armée en Italie pour y restaurer leur autorité. L'empereur Henri III intervient lui aussi militairement : le 20 décembre 1046, au synode de Sutri, il dépose les trois pontifes et impose le pape réformateur Clément II.
Hildebrand suit son mentor Grégoire VI en exil à Cologne, en Allemagne, et reste auprès de lui jusqu'à sa mort en 1048. Sa vie austère est alors remarquée par Bruno, évêque de Toul et proche parent de l'empereur, qui l'attache à son tour à sa personne.

### Conseiller des souverains pontifes

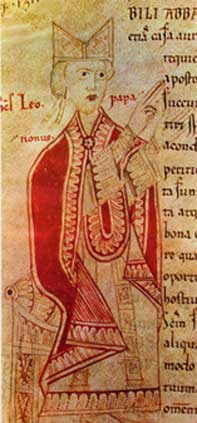
Le pape Léon IX.

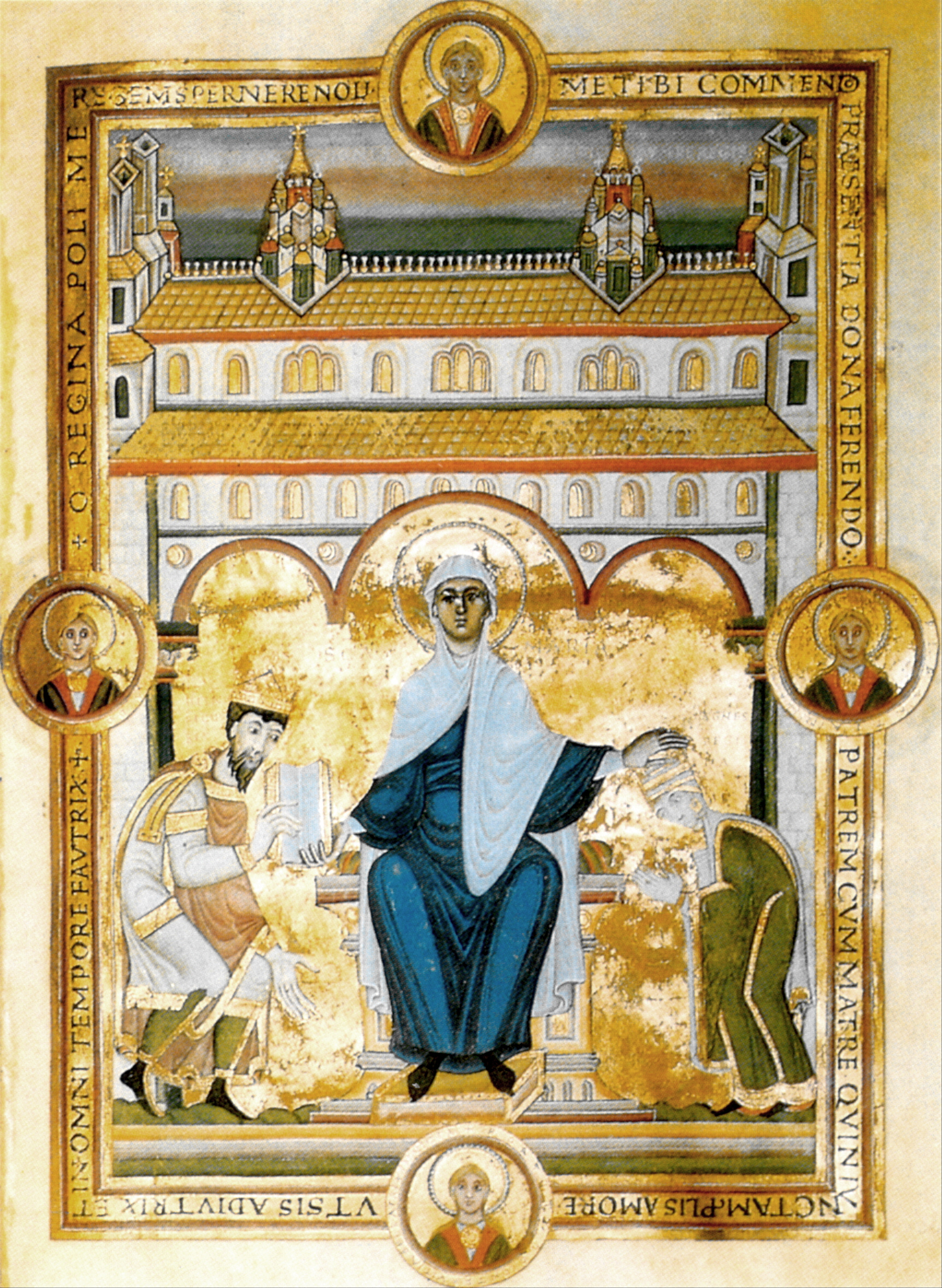
Henri III et Agnès de Poitiers.

À Rome, les désordres persistent. Coup sur coup, les deux papes désignés par l'empereur, Clément II et Damase II, sont assassinés. En 1048, Bruno est proclamé pape par une diète tenue à Worms. Il n'accepte qu'à la condition d'obtenir le consentement du clergé et du peuple romain. Il est confirmé dans cette résolution par Hildebrand qui le persuade de quitter ses vêtements épiscopaux et de se rendre à Rome comme un simple pèlerin, pour demander le renouvellement et la confirmation de sa nomination. Les Romains sont sensibles à cette humilité. Bruno est élevé à la charge pontificale sous le nom de Léon IX le 12 février 1049.
Élevé dans l'esprit de la réforme monastique, il conclut que c'est l'indignité des papes précédents qui leur a valu leur désaveu par les Romains et leur déchéance. Il nomme Hildebrand sous-diacre et le charge de l'administration des revenus du Saint-Siège, proche de la faillite. Les actes les plus importants de son pontificat sont effectués sous le conseil d'Hildebrand qui restera ensuite un des conseillers les plus influents de ses successeurs Victor II (1055–1057), Étienne IX (1057–1058), Nicolas II (1058–1061), Alexandre II (1061–1073). Hildebrand est l'un des principaux acteurs de ce qu'on appellera plus tard la réforme grégorienne, vingt-cinq ans avant de devenir pape lui-même.
Les organes de gouvernement sont réorganisés ; les services de la chancellerie, désormais très actifs, suivent le modèle impérial et la fonction des cardinaux, auxquels sont confiés des postes-clés de la curie, s'accroît très sensiblement ; ces places, naguère réservées aux représentants des familles romaines, sont ouvertes aux « étrangers », ce qui souligne le caractère universel de la papauté et montre que ces nominations ne doivent plus relever du clientélisme.
Une doctrine est élaborée, qui tend à donner au Saint-Siège le pouvoir nécessaire à l'accomplissement de la réforme. Les Dictatus papæ en révèlent les idées maîtresses : dans la société chrétienne, cimentée par la foi, l'ordre laïque a pour fonction l'exécution des commandements de l'ordre sacerdotal dont le pape est le maître absolu. Vicaire du Christ, il est le seul titulaire légitime de l'Empire, puisqu'il est le vicaire du Christ, « l'empereur suprême ». Il peut déléguer ce pouvoir et reprendre sa délégation. L'empereur n'est plus le coopérateur du pape, mais son subordonné. Il doit exécuter le programme de réforme défini par le pape. Or ce programme remettait en cause l'Église impériale.
Hildebrand est envoyé en France pour enquêter sur l'hérésie de Bérenger de Tours. L'écolâtre de Tours affirme qu'il y a seulement une présence spirituelle du Christ dans l'Eucharistie. Déjà condamné aux conciles de Rome et de Verceuil en 1050, puis au synode de Paris en 1054, Bérenger est déféré en 1054 au concile de Tours présidé par Hildebrand. Il reconnaît qu'après la consécration, le pain et le vin sont le corps et le sang du Christ.
Léon IX meurt en 1054, mais une délégation romaine comprenant Hildebrand parvient à convaincre l'empereur du Saint-Empire Henri III de choisir Victor II comme successeur, le parti réformateur reste donc au pouvoir au Saint-Siège, bien que le pape continue d'être nommé par l'empereur. Après avoir présidé aux obsèques impériales le 28 octobre 1056, Victor II est, le 5 novembre suivant, le principal artisan de la mise en place de la régence du jeune empereur Henri IV, alors âgé de 6 ans, par Agnès de Poitiers, sa mère et veuve de l'empereur. Cette dernière est proche du mouvement clunisien : le monastère de Cluny est une fondation de sa famille et Hugues de Cluny, son abbé, est le parrain de l'héritier du trône, le futur Henri IV, et le confident intime de la famille impériale.
Toutefois, elle n'a pas l'autorité politique ni le volontarisme de son mari et elle gouverne sous l'influence de prélats comme Annon II de Cologne, Sigefroi Ier de Mayence et Henri d'Augsbourg. Elle doit concéder de nombreuses possessions aux ducs pour garder leur fidélité. Pendant la régence, les relations entre l'Église et l'Empire évoluent au détriment de ce dernier. Au décès de du pape Victor II, en 1057, les réformateurs profitent de la minorité de l'empereur Henri IV : Étienne IX est élu pape sans qu'Agnès soit mise au courant,. Le nouveau souverain pontife est le frère de Godefroid II de Basse-Lotharingie. Ce dernier, duc de Basse-Lotharingie et de Toscane, était entré en conflit avec Henri III, soucieux de neutraliser ses vassaux trop puissants : un refus de la régente pourrait déclencher une nouvelle rébellion des grands vassaux. Le nouveau pape s'oppose à la nomination des papes par l'empereur.
Dans son traité de 1058 Contre les simoniaques, le cardinal Humbert de Moyenmoutier analyse les conséquences de la simonie, montre la nécessité de supprimer l'investiture laïque et insiste sur le rôle prépondérant que doit jouer le Saint-Siège dans la réforme,. Il y affirme que l'inconduite des clercs provient de leur soumission aux laïcs car ceux-ci les investissent en fonction non pas de leur piété mais des avantages matériels que cette nomination peut leur procurer. Étienne IX est assassiné à Florence après seulement huit mois de pontificat.
Son successeur, Nicolas II, est élu pape à Sienne le 28 décembre 1058 par les soins d'Hildebrand. Il est conduit à Rome par Godefroid II de Basse-Lotharingie qui expulse l'antipape Benoît X, élevé par la faction des Tusculum. Pour ce faire, l'élection de Nicolas II avait reçu l'approbation impériale du jeune empereur Henri IV. Le 13 avril 1059, Nicolas II fait promulguer par un concile réuni au Latran le décret in nomine Dei qui stipule que l'élection des pontifes romains sera dorénavant réservée au collège des cardinaux,. Le rédacteur de ce décret est très vraisemblablement Hildebrand lui-même. Même si le droit de confirmation par l'empereur est maintenu, le pape n'est donc plus l'homme de l'empereur. Les réformateurs ont su profiter de l'instabilité de l'Empire pour procurer l'indépendance du Saint-Siège.
Après la mort de Nicolas II en 1061, les cardinaux choisissent Alexandre II. Une notification est adressée à la cour de l'empereur : ce faisant, ils ne demandent pas à la régente Agnès de reconnaître l'élection. Elle choisit de l'ignorer. Les cardinaux considérant que le privilège de confirmation impérial est abrogé, le nouveau pape est sacré le 30 septembre. Furieux, les Romains, dépossédés de leur ancien droit d'élection, portent leurs griefs devant Agnès de Poitiers. Elle saisit l'occasion de contrer la nouvelle indépendance du Sacré-Collège et convoque une assemblée à Bâle qui, en l'absence de tout cardinal, élit un autre pape (antipape), qui prend le nom d'Honorius II. Ce schisme dure peu de temps et l'antipape est abandonné par ses protecteurs dès 1064. Conforté dans son rôle, Alexandre II accentue son contrôle sur l'Église d'Italie. Il agit en parfait accord avec un groupe de réformateurs, parmi lesquels Hildebrand jouit d'une influence exceptionnelle.

### Pontificat

#### Élection

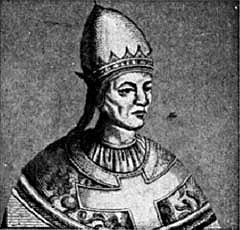
Le pape Grégoire VII.

En avril 1073, à la mort du pape Alexandre II, il est élu par les cardinaux, sous la pression du peuple romain. Il accepte ces fonctions à contrecœur : il est déjà sexagénaire et en connaît les lourdes responsabilités. Il écrit en 1075 à son ami Hugues de Cluny : « Vous m'êtes témoin, bienheureux Pierre que c'est malgré moi que votre sainte Église m'a mis à son gouvernail. » Cette élection effraye les évêques qui redoutent sa sévérité. Le consentement impérial n'ayant pas été donné ainsi que l'exige encore le droit établi, les évêques de France, qui ont subi les exigences de son zèle réformateur quand il était venu chez eux comme légat, tentent de pousser l'empereur Henri IV à ne pas le reconnaître. Mais Hildebrand sollicite et obtient la confirmation impériale. Il ne prend possession du siège apostolique qu'après l'avoir obtenue.
Dès son avènement, il réclame, en vertu de la donation de Constantin, la Corse, la Sardaigne et même l'Espagne ; il soutient que la Saxe avait été donnée au Saint-Siège par Charlemagne, la Hongrie par le roi Étienne ; et il réclame de la France le denier de Saint-Pierre. Ces prétentions risquant de se heurter à un refus général et de lui attirer trop d'ennemis, il recentre son action sur la lutte contre le nicolaïsme et la simonie.

#### Lutte contre le nicolaïsme
Il n'entre pas immédiatement en conflit avec les grands et s'attaque dans un premier temps aux prêtres mariés. Pour lui, comme moine, le célibat ecclésiastique fait partie de l'idéal sacerdotal qui place l'ascète à part. Il y voit aussi une force pour l'Église. Il souhaite des clercs uniquement préoccupés par elle, sans famille, indépendants des liens sociaux et, par la suite, de l'emprise des laïques, inaptes enfin à fonder une caste héréditaire prompte à s'approprier les biens d'Église. Lors du concile de Carême de 1074, des décisions sont prises pour écarter les prêtres simoniaques ou concubinaires (nicolaïstes). En particulier, il fait interdire l'accès aux églises pour les prêtres mariés ou vivant en concubinage.
Ces décrets sont contestés par de nombreux prêtres germaniques. Les évêques embarrassés, principalement en Germanie, ne montrent aucun empressement à appliquer les décisions de ce concile et le pape, doutant de leur zèle, ordonne aux ducs de Souabe et de Carinthie d'empêcher par la force les prêtres rebelles d'officier. Il se voit alors reprocher par les évêques Théodoric de Verdun et Henri de Spire d'avoir abaissé par cette décision l'autorité épiscopale devant le pouvoir séculier. Dans un premier temps, l'empereur du Saint-Empire, Henri IV, déjà occupé par la révolte de ses grands féodaux tente d'apaiser le conflit. Il propose de jouer les conciliateurs entre les légats pontificaux et les évêques germaniques. Grégoire VII triomphe pourtant en Germanie : les prêtres mariés y sont bafoués, parfois torturés et exilés ; leurs femmes légitimes sont mises à l'index de la société.
Aux fêtes de Noël 1075, une révolte est organisée à Rome, par Censius, chef de la noblesse opposée aux réformes. Grégoire VII est arrêté alors qu'il officie dans la basilique Sainte-Marie-Majeure et est enfermé dans une tour. Mais le pape est délivré par le peuple dont il a le soutien, ce qui lui permet de réprimer la révolte.
En Espagne, sous la pression de l'envoyé pontifical, le concile de Burgos (1080) prescrit aux ecclésiastiques de renvoyer leurs femmes, mais l'ordre ne sera exécuté qu'au XIIIe siècle, sous le roi de Castille et de Léon Alphonse X, dont le code punit le mariage sacerdotal.
En France et en Angleterre, les choses sont plus difficiles. Le synode de Paris (1074) déclare les décrets romains intolérables et déraisonnables (« importabilia ideoque irrationabilia »). Au synode agité de Poitiers (1078), le légat obtient qu'on menace les auditeurs d'un prêtre réfractaire, mais les évêques ne peuvent guère mettre ce canon en vigueur sans l'appui du bras séculier, et les mariages ecclésiastiques persistent.
Lanfranc de Cantorbéry ne put empêcher le concile de Winchester d'autoriser en 1076 les prêtres mariés à garder leurs femmes. Le concile de Londres de 1102, sous l'inspiration d'Anselme de Cantorbéry, ordonne leur renvoi, mais sans prescrire de pénalités. Le second concile de Londres (1108) n'a d'autre effet que d'aggraver le désordre des mœurs dans le clergé.
En fait, Grégoire VII vite engagé dans la querelle des Investitures, ne peut se payer le luxe d'affronter à la fois l'empereur et les rois de France et d'Angleterre. Il ménage donc les deux derniers en adjoignant à son intransigeant légat Hugues de Die, le plus diplomate Hugues de Cluny, abbé de Cluny.

#### Lutte contre la simonie

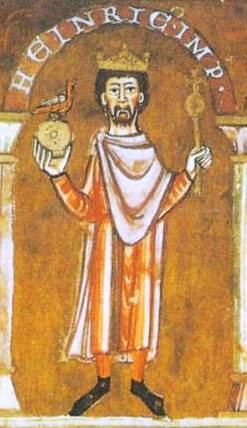
L'empereur du Saint-Empire Henri IV (empereur du Saint-Empire).

Dès 1073, il s'attaque à Philippe Ier, roi des Francs, pour simonie. En 1074, il essaye de soulever contre lui les évêques de son royaume en leur écrivant : « Entre tous les princes qui, par une cupidité abominable, ont vendu l'Église de Dieu, nous avons appris que Philippe, roi des Francs, tient le premier rang. Cet homme, qu'on doit appeler tyran et non roi, est la tête et la cause de tous les maux de la France. S'il ne veut pas s'amender, qu'il sache qu'il n'échappera pas au glaive de la vengeance apostolique. Je vous ordonne de mettre son royaume en interdit. Si cela ne suffit pas, nous tenterons, avec l'aide de Dieu, par tous les moyens possibles, d'arracher le royaume de France de ses mains; et ses sujets, frappés d'un anathème général, renonceront à son obéissance, s'ils n'aiment mieux renoncer à la foi chrétienne. Quant à vous, sachez que, si vous montrez de la tiédeur, nous vous regarderons comme complices du même crime, et que vous serez frappés du même glaive. »
Philippe Ier promet de s'amender, mais continue d'autant que les évêques français ne mettent pas le royaume en interdit. Le pape comprend que sa réforme ne peut pas s'appuyer sur des évêques, eux-mêmes simoniaques : il lui faut des hommes convaincus de la nécessité de la réforme. Il s'abstient donc de donner suite immédiatement à ses menaces qui risqueraient d'engendrer un schisme.
Lors du concile de Carême de 1075, non seulement les prêtres simoniaques et concubinaires sont menacés d'excommunication mais des évêques sont aussi condamnés : « Si quelqu'un désormais reçoit de la main de quelque personne un évêché ou une abbaye, qu'il ne soit point considéré comme évêque. Si un empereur, un roi, un duc, un marquis, un comte, une puissance ou une personne laïque a la prétention de donner l'investiture des évêchés ou de quelque dignité ecclésiastique, qu'il se sache excommunié ».
Grégoire VII publie également un décret interdisant aux laïcs de choisir et d'investir les évêques. C'est la première fois que l'Église prend position sur la question des investitures laïques.
Grégoire VII fait élire le légat Hugues de Die, l'un de ses plus proches collaborateurs comme archevêque de Lyon. Ce dernier était issu d'une puissante famille aristocratique (il était le neveu des frères et ducs Hugues Ier de Bourgogne puis Eudes Ier de Bourgogne). Il peut appliquer dans son archidiocèse la réforme grégorienne, convoquant maints conciles, au cours desquels il excommunie et dépose à tour de bras les clercs simoniaques et concubinaires : 1075 à Anse, 1076 à Dijon et Clermont, 1077 à Autun (contre le tyrannique Manassès Ier de Gournay , qui a privé Bruno le Chartreux, le fondateur des chartreux, de ses charges et de ses biens), 1078 à Poitiers.
L'empereur du Saint-Empire Henri IV vient de faire face à une rébellion en Saxe. Face à la turbulence des grands seigneurs, le soutien d'une Église impériale lui est indispensable.
En effet, sous les Carolingiens, la mise en place progressive de l'hérédité des charges avait fortement contribué à l'affaiblissement de leur autorité : l'empereur n'avait plus prise sur les grands féodaux, ce qui a conduit au morcellement progressif et à la dissolution de l'Empire carolingien. Pour éviter une pareille dérive, les Ottoniens se sont appuyés sur l'Église germanique dont ils distribuent les charges à des fidèles, sachant qu'ils les récupéreront à leur mort. Les évêques parfois à la tête de véritables principautés et les abbés constituent donc l'armature de l'administration impériale. L'empereur s'assure la nomination de tous les membres du haut clergé de l'Empire. Une fois désignés, ils reçoivent du souverain l'investiture symbolisée par les insignes de leur fonction, la crosse et l'anneau. En plus de leur mission spirituelle, ils doivent remplir des tâches temporelles que leur assigne l'empereur. Ainsi l'autorité impériale est-elle relayée par des hommes compétents et dévoués.
Dans un premier temps, Henri IV, qui n'est pas hostile à la réforme, cherche à négocier pour continuer à nommer les évêques. Il a comme objectif de renforcer en Italie une Église d'Empire (Reichskirche), qui lui serait totalement fidèle.

#### La querelle des Investitures

##### L'affrontement avec Henri IV
Grégoire VII entreprend des négociations avec Henri IV, soutenu par quelques évêques de l'Empire à propos de l'investiture royale (c'est-à-dire laïque). Les négociations ayant échoué, Grégoire jette l'anathème sur le conseiller de l'empereur.
En septembre 1075, à la suite du meurtre d'Erlembald, Henri IV investit (contrairement aux engagements pris) le clerc Tedaldo Castiglione, archevêque de Milan, ainsi que des évêques dans les diocèses de Fermo et de Spolète. Alors éclate le conflit.
Grégoire VII envoie en décembre 1075 une lettre virulente à Henri IV, dans laquelle il l'exhorte vivement à l'obéissance :

« L'évêque Grégoire, serviteur des serviteurs de Dieu, au roi Henri, salut et bénédiction apostolique (si toutefois il veut bien se soumettre au siège apostolique, comme il sied à un roi chrétien) […] »

.
Au-delà de la question des investitures, c'est le sort du dominium mundi qui se joue, la lutte entre le pouvoir sacerdotal et le pouvoir impérial. Les historiens du XIIe siècle appellent cette querelle Discidium inter sacerdotium et regnum.

##### LeDictatus papæ
Grégoire VII promulgue alors, en 1075, le fameux Dictatus papæ, définissant canoniquement cette doctrine pour contrecarrer le césaropapisme, à savoir : l'ingérence du pouvoir politique dans le gouvernement de l'Église (voir querelle des Investitures). S'appuyant sur des princes comme Philippe Ier de France ou Guillaume le Conquérant, le pape parvient à réduire les prérogatives de la féodalité et à mettre en place un épiscopat beaucoup plus indépendant du système des fidélités séculières.

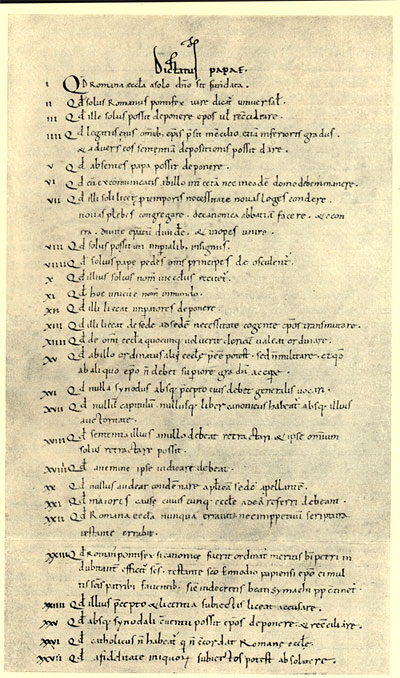
Dictatus papæ, archives du Vatican.

On peut résumer l'esprit de cette législation, comme étant la reprise de la doctrine des deux pouvoirs du pape Gélase Ier édictées au Ve siècle : toute la chrétienté, ecclésiastique aussi bien que laïque, est soumise à la magistrature morale du pontife romain.
Grégoire VII trouva dans l'ordre de Cluny, présent dans l'ensemble de la chrétienté latine par-delà les frontières politiques, l'allié nécessaire pour relayer une telle entreprise.

##### La diète de Worms
En janvier 1076, Henri IV réunit autour de lui la majorité des évêques lors de la diète de Worms ; la plupart des évêques d'Allemagne et de Lombardie entrent alors en dissidence avec le pape qu'ils reconnaissaient jusqu'alors, et déclarent Grégoire VII destitué. Les évêques et les archevêques se considèrent en effet comme des princes de l'Empire, dotés de privilèges importants ; que l'attribution des charges ecclésiastiques relève du pape leur paraît une menace pour l'Église de l'Empire, pierre d'angle de son administration. Ils rédigent donc depuis Worms une réponse à Grégoire VII, le sommant de quitter sa fonction :

« Henri, roi, non par usurpation, mais par la juste ordonnance de Dieu, à Hildebrand [prénom de Grégoire VII avant son accession au siège pontifical], qui n'est plus le pape, mais désormais le faux moine […] Toi que tous les évêques et moi-même frappons de notre malédiction et de notre sentence, démissionne, quitte ce siège apostolique que tu t'es arrogé. […] Moi, Henri, roi par la grâce de Dieu, te déclare avec tous mes évêques : démissionne, démissionne ! »

On justifie cette révocation en prétendant que Grégoire n'a pas été élu régulièrement : il a en effet été tumultueusement élevé à cette dignité par le peuple de Rome. De plus, en tant que Patricius de Rome, Henri a le droit de nommer lui-même le pape, ou du moins de confirmer son élection (droit dont il n'a pas usé). On prétend encore que Grégoire aurait juré de ne jamais se faire élire pape, et qu'il fréquente intimement les femmes.

##### Le synode de Carême de 1076 à Rome
La réponse de Grégoire VII ne se fait pas attendre ; il prêche au synode de Carême de 1076 :

« Que m'a été donné de Dieu le pouvoir de lier et de délier, sur Terre comme au Ciel. Confiant dans ce pouvoir, […] je conteste au roi Henri, fils de l'empereur Henri, qui s'est élevé avec un orgueil sans bornes contre l'Église, sa souveraineté sur l'Allemagne et sur l'Italie, et je délie tous les chrétiens du serment qu'ils lui ont ou qu'ils pourraient encore lui prêter, et leur interdis de continuer à le servir comme roi. Et puisqu'il vit dans la communauté des bannis, puisqu'il fait le mal de mille manières, puisqu'il méprise les exhortations que je lui adresse pour son salut, […] puisqu'il se sépare de l'Église et qu'il cherche à la diviser, pour toutes ces raisons, moi, Ton lieutenant, je l'attache du lien de la malédiction. »

Grégoire VII déclare Henri IV déchu et l'excommunie ; s'étant rebellé contre la souveraineté de l'Église, il ne peut plus être roi. Celui qui refuse ainsi l'obéissance au représentant de Dieu et fréquente d'autres excommuniés est de fait déchu de sa souveraineté. En conséquence, tous ses sujets sont déliés de l'allégeance qu'ils lui ont prêtée.
Cette excommunication du rex et sacerdos, dont les prédécesseurs ont, en tant que patricius Romanorum et dans une conception sacrée et théocratique du roi, arbitré l'élection des papes, paraît à l'époque inimaginable et suscite une vive émotion dans la chrétienté occidentale. On rédige quantité de pamphlets pour ou contre la suprématie de l'empereur ou du pape, en se référant souvent à la théorie des deux pouvoirs de Gélase Ier (pape de 492 à 496) ; la chrétienté germanique s'en trouve profondément divisée.

##### La pénitence de Canossa

Pénitence de Canossa.

Après cette excommunication, beaucoup de princes allemands qui soutenaient auparavant Henri IV, se détachent de lui ; à l'assemblée de Trebur en octobre 1076, ils le contraignent à renvoyer les conseillers condamnés par le pape et à faire pénitence avant le terme d'un an et un jour (soit avant le 2 février suivant). Henri doit en outre se soumettre au jugement du pape lors de la diète d'Augsbourg, pour que les princes renoncent à élire un nouveau roi.
Pour intercepter le pape avant sa rencontre prévue avec les princes, Henri décide en décembre 1076 de traverser les Alpes enneigées pour se rendre en Italie. Comme ses adversaires lui barrent l'accès aux cols allemands, il doit passer par le col du Mont-Cenis pour s'entretenir avec le pape avant la diète d'Augsbourg, et ainsi faire lever son excommunication (obligeant par là les princes de l'opposition à se soumettre à lui). Henri n'a pas d'autre moyen de recouvrer sa liberté politique de roi.
Grégoire VII craignait l'approche d'une armée impériale et souhaitait éviter une rencontre avec Henri IV ; il se retire à Canossa, château bien fortifié de la margravine de Toscane Mathilde de Toscane. Henri obtient avec son aide et celle de son parrain Hugues de Cluny, une rencontre avec Grégoire. Le 25 janvier 1077, fête de la conversion de saint Paul, Henri se présente en habit de pénitent devant le château de Canossa. Au bout de trois jours, soit le 28 janvier, le pape lève l'excommunication, cinq jours avant l'expiration du délai imparti par les princes de l'opposition.
L'image d'Épinal d'Henri IV se rendant à Canossa dans une attitude d'humble pénitence repose essentiellement sur notre source principale, Lambert d'Hersfeld, qui était par ailleurs partisan du pape et membre de la noblesse d'opposition. La recherche historique actuelle juge cette image tendancieuse et de propagande[réf. nécessaire]. La pénitence était un acte formel, accompli par Henri, et que le pape ne pouvait refuser ; elle apparaît aujourd'hui comme une habile manœuvre diplomatique, qui rendait à Henri sa liberté d'action tout en restreignant celle du pape. Il est pourtant acquis que, à long terme, cet événement a porté un sérieux coup à la position de l'Empire allemand.

## Les antirois

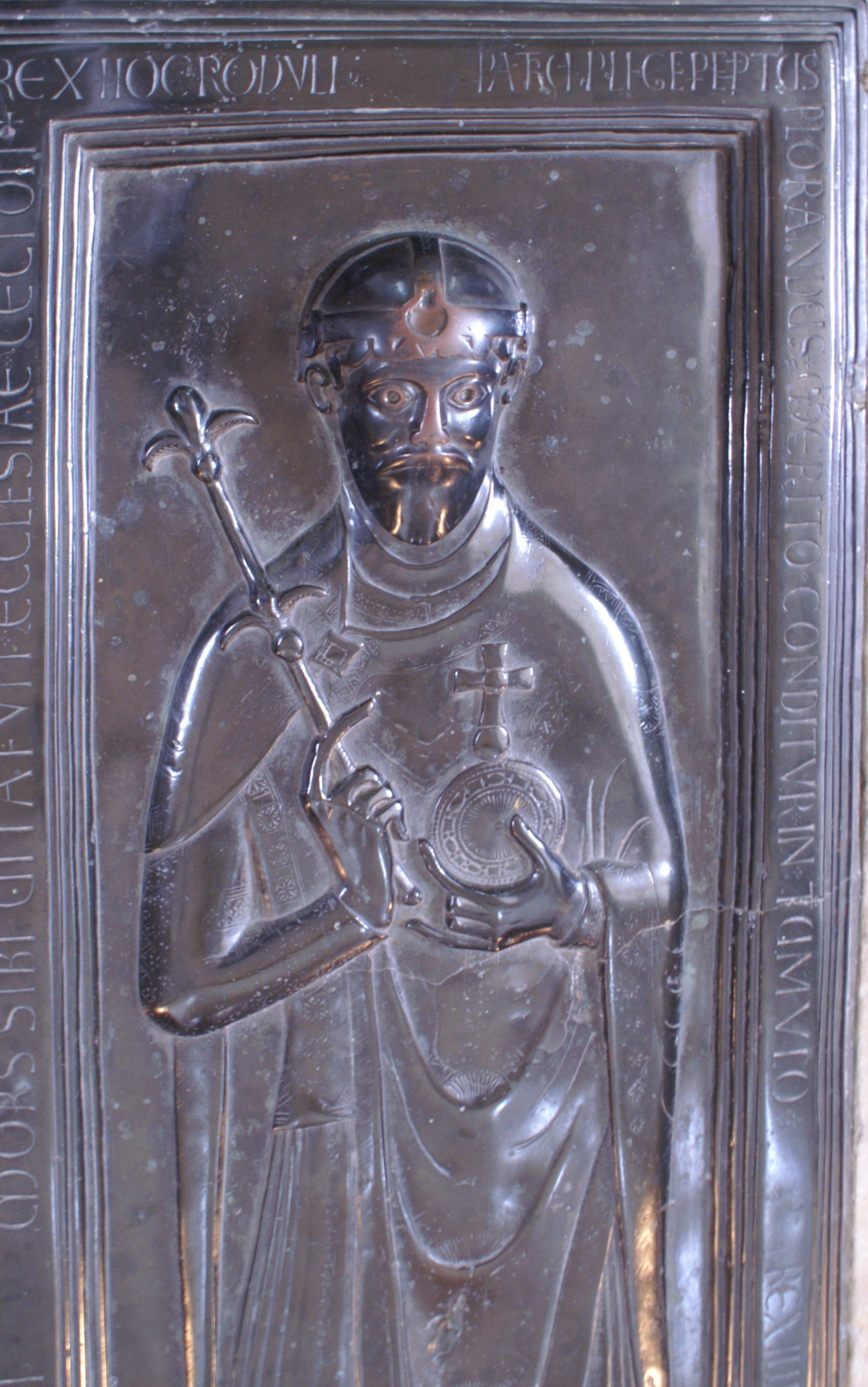
L'antiroi Rodolphe de Rheinfelden, duc de Souabe.

Bien que l'excommunication ait été levée cinq jours avant le délai d'un an et un jour et que le pape lui-même considère officiellement Henri IV comme roi, les princes de l'opposition le destituent le 15 mars 1077 à Forchheim, en présence de deux légats pontificaux. L'archevêque Sigefroi Ier de Mayence de Mayence fait procéder à l'élection d'un antiroi, Rodolphe de Rheinfelden, duc de Souabe, qui est sacré à Mayence le 26 mars ; les princes qui l'élèvent au trône lui font promettre de ne jamais avoir recours à des pratiques simoniaques lors de l'attribution de sièges épiscopaux. Il doit aussi accorder aux princes un droit de vote à l'élection du roi et ne peut transmettre son titre à d'éventuels fils, abandonnant le principe dynastique qui prévalait jusqu'alors. C'est le premier pas vers l'élection libre que réclament les princes de l'Empire. En renonçant à l'hérédité de la couronne et en autorisant des nominations d'évêques canoniques, Rodolphe affaiblit considérablement les droits de l'Empire.
Comme au cours de la guerre contre les Saxons, Henri IV s'appuie surtout sur les classes sociales montantes (petite noblesse et officiers ministériels), ainsi que sur les villes libres d'Empire au pouvoir croissant, comme Spire et Worms, qui lui doivent leurs privilèges, et sur les villes proches des châteaux du Harz, comme Goslar, Halberstadt et Quedlinbourg.
La montée des ministériels, autrefois privés de pouvoirs, tout comme l'émancipation des villes, se heurte à la solide résistance des princes. La plupart d'entre eux se placent du côté de Rodolphe de Rheinfelden, contre Henri. Le pape reste tout d'abord neutre, conformément aux accords conclus à Canossa.
Au mois de juin, Henri IV met Rodolphe de Rheinfelden au ban de l'Empire. L'un et l'autre se réfugient en Saxe. Henri subit d'abord deux défaites : le 7 août 1078 à Mellrichstadt et le 27 janvier 1080 à Flarchheim près de Mühlhausen (Thuringe). Lors de la bataille de Hohenmölsen, près de Mersebourg, qui tournait pourtant à son avantage, Rodolphe perd la main droite et est frappé mortellement à l'abdomen ; il succombe le lendemain, 15 octobre 1080. La perte de la main droite, la main du serment de fidélité prêté à Henri au début de son règne, est utilisée politiquement par les partisans d'Henri (c'est un jugement de Dieu) pour affaiblir un peu plus la noblesse d'opposition.

## L'empereur en Italie

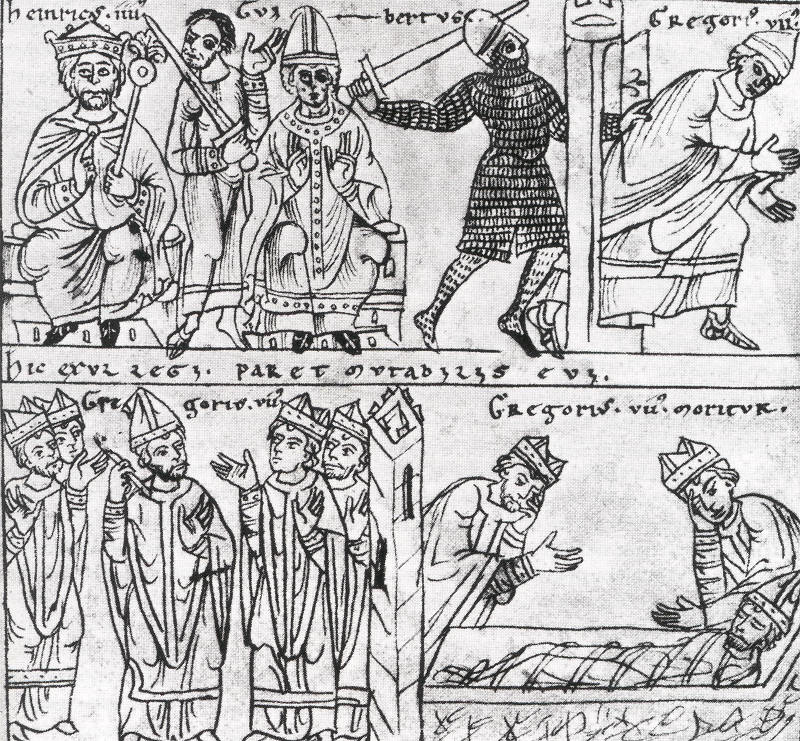
Henri IV et l'antipape Clément III. Mort de Grégoire VII.

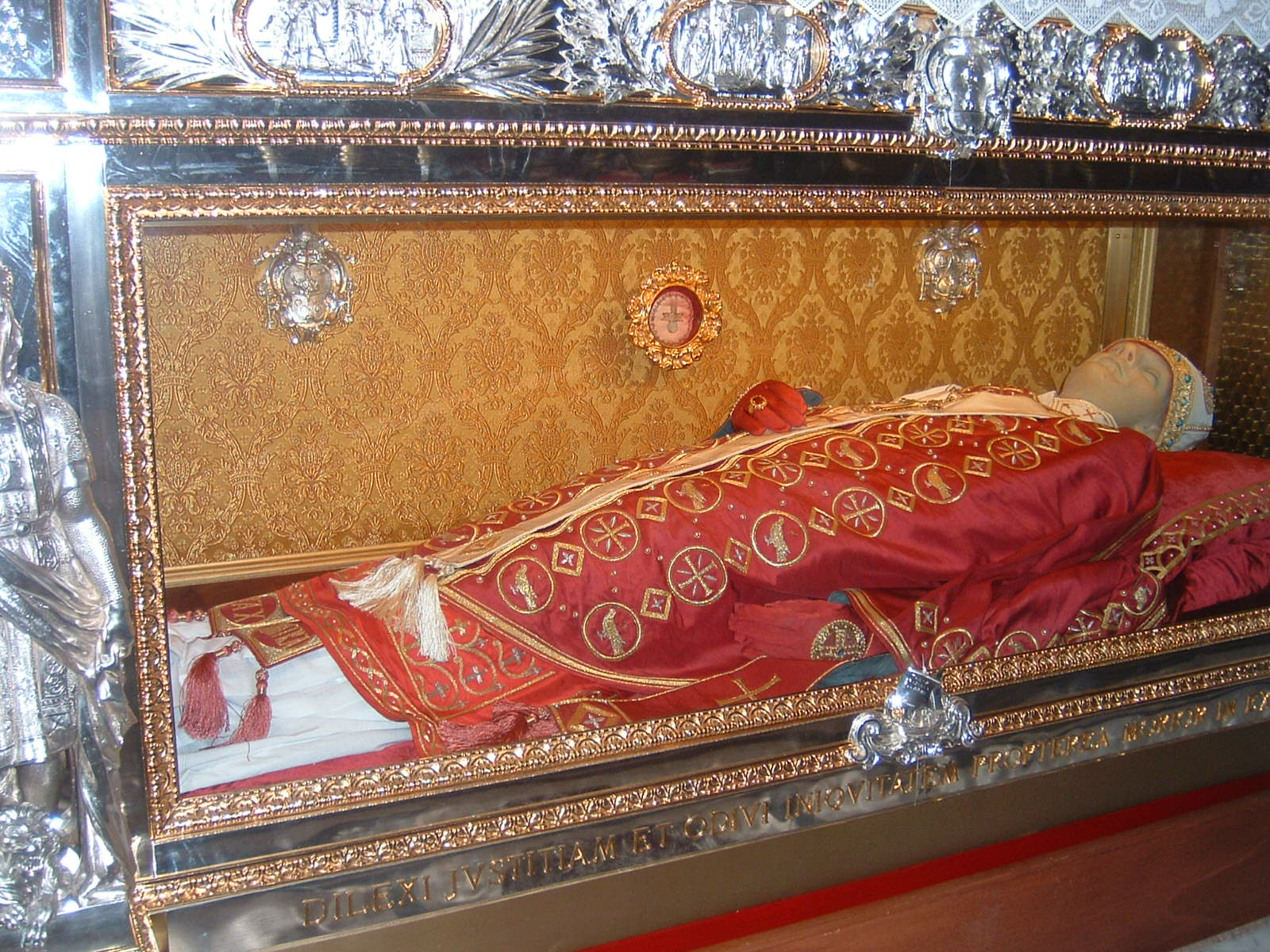
Tombe de Grégoire VII à Salerne.

En 1079-1080, Grégoire VII fait venir Eudes de Chatillon (qui est le grand prieur de Cluny et le futur pape Urbain II) à Rome et le nomme cardinal-évêque d'Ostie. Eudes devient un conseiller intime du pape, et soutient la réforme grégorienne.
En mars 1080, Grégoire VII excommunie de nouveau Henri IV, qui soumet alors la candidature de Guibert de Ravenne, archevêque de Ravenne, à l'élection de l'(anti)pape. Il est élu le 25 juin 1080 au synode de Bressanone par la majorité des évêques allemands et lombards, sous le nom de Clément III.
La société se trouve donc à ce moment-là scindée en deux : Henri IV est roi et Rodolphe de Rheinfelden est antiroi, Grégoire VII pape et Clément III antipape. Dans les duchés aussi le pouvoir est contesté : en Souabe, par exemple, Berthold de Rheinfelden, fils de Rodolphe, s'oppose à Frédéric Ier de Souabe, fiancé d'Agnès de Franconie, fille d'Henri IV, qui l'a nommé duc.
Après sa victoire sur Rodolphe, Henri se tourne en 1081 vers Rome, afin de trouver là aussi une issue au conflit ; il réussit, après trois sièges successifs, à prendre la ville en mars 1084. Henri se doit alors d'être présent en Italie, d'une part pour s'assurer le soutien des territoires qui lui étaient fidèles, d'autre part pour affronter Mathilde de Toscane, fidèle au pape et son ennemie la plus acharnée en Italie du Nord.
Après la prise de Rome, Guibert de Ravenne est intronisé sous le nom de Clément III le 24 mars 1084. Un nouveau schisme commence : il dure jusqu'en 1111, quand le dernier antipape wibertiste, Sylvestre IV, renonce officiellement au siège pontifical.
Une semaine après l'intronisation, le dimanche de Pâques, 31 mars 1084, Clément III sacre Henri IV et Berthe de Turin empereur et impératrice du Saint-Empire,.
Eudes de Chatillon est nommé légat en France et en Allemagne, dans le but de démettre Clément III, et rencontre Henri IV du Saint-Empire à cette fin en 1080, en vain. Il préside plusieurs synodes, dont celui de Quedlinburg (1085) qui condamne les partisans de l'empereur Henri IV et de l'antipape Clément III, c'est-à-dire Guibert de Ravenne.
Au même moment, Grégoire VII se retranche dans le château Saint-Ange et attend une intervention des Normands soutenus par les Sarrasins, qui marchent sur Rome, emmenés par Robert Guiscard avec qui il s'est réconcilié. L'armée d'Henri IV est très affaiblie et n'affronte pas les assaillants. Les Normands libèrent Grégoire VII, pillent Rome et l'incendient. Après les désordres perpétrés par ses alliés, Grégoire doit fuir la ville suivant ses libérateurs et se retire à Salerne, où il meurt le 25 mai 1085.
Ayant accompli l'un des pontificats les plus importants de l'histoire, d'un tempérament à la fois courageux et tenace, le pape meurt le 25 mai 1085. Il est enterré dans la cathédrale de Salerne. Sur sa tombe sont gravés ses derniers mots : « Dilexi iustitiam, odivi iniquitatem, propterea morior in esilio ! » (J'ai aimé la justice et détesté l'iniquité ; c'est pourquoi je meurs en exil !)
L'œuvre de Grégoire VII est poursuivie par ses successeurs. En particulier par son conseiller Urbain II qui accède au pontificat en 1088, chasse l'antipape Clément III, prêche la première croisade en 1095 et encourage la Reconquista. Grégoire VII sera déclaré saint, canonisé, en 1606 par Paul V.

## Impact de la réforme grégorienne

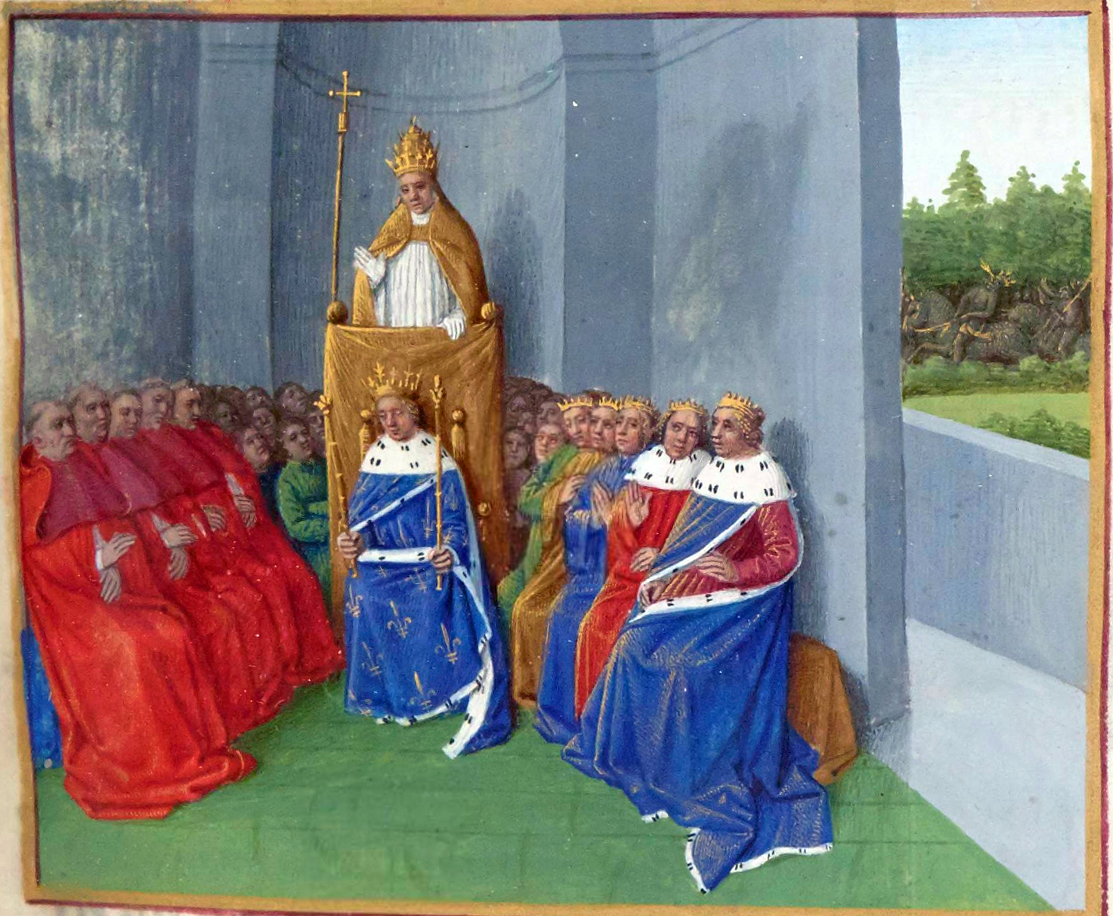
Le pape Urbain II prêchant la croisade.

La réforme grégorienne et la querelle des Investitures ont accru considérablement le pouvoir de la papauté. Le pape n'est plus soumis à l'empereur, et le Saint-Siège se retrouve à la tête d'États vassaux qui doivent lui verser un cens annuel. Il s'agit des principautés normandes d'Italie du Sud, du comté de la marche d'Espagne au sud de la France, du comté de Vienne en Provence, et de principautés situées à l'est, dans les régions des côtes dalmates, en Hongrie et en Pologne.
D'autre part, le pouvoir du pape à la tête de l'Église catholique est renforcé par l'humiliation infligée à l'empereur. L'expansion du puissant ordre de Cluny s'en retrouve renforcée. Des ordres nouveaux sont créés, camaldules, chartreux, cisterciens, qui sont aussi à la dévotion du pape.
La puissance politique et économique de ces ordres — et en particulier ceux de Cluny puis de Cîteaux — est telle qu'ils influent directement sur les décisions des princes. La puissance du clergé est à son apogée : il édicte la politique de l'Occident déclenchant, par exemple, les croisades. Toutefois, respectant le partage chrétien entre César et Dieu, le pape partage le pouvoir avec les autorités laïques comme le montre le concordat de Worms. D'autre part, la croissance économique soutenue dont bénéfice l'Occident ne tarde pas à donner une importance croissante à la bourgeoisie : celle-ci va progressivement s'imposer comme une nouvelle force au sein du système de répartition tripartite de la société médiévale (clergé, noblesse et paysans) en faisant valoir sa propre puissance économique et politique.
Aux XIIe et XIIIe siècles, le renforcement progressif des monarchies, particulièrement en France et en Angleterre, lesquelles s'appuient largement sur la puissance croissante de leurs villes, et la reprise de la lutte du sacerdoce et de l'Empire contribuent à l'affaiblissement progressif de la papauté.

## Grégoire VII et sa «croisade»
Dès le milieu du XIe siècle, une pensée grégorienne de reconquête chrétienne et de libération de l'Église catholique se structure. Grégoire VII avait dès 1074 conçu un projet de croisade, celui-ci s'articulant comme une réponse à l'expansion de l'islam. En effet, à la suite de la déroute des troupes byzantines à Mantzikert en 1071, vaincues par les Turcs Seldjoukides, l'Empire byzantin perd de larges portions de la Syrie, et laisse à ces nouveaux convertis à l'Islam une porte ouverte sur l'Anatolie.
Face à cette situation, Grégoire voit dans ce progrès des Turcs au détriment de la « chrétienté d'Orient » la marque de l'action du diable. Un diable acharné à la perte du camp de Dieu, le dévastant de l'intérieur par l'hérésie et la corruption des ecclésiastiques. Cette diabolisation des « Sarrasins » de la part des ecclésiastiques chrétiens est le fruit d'une construction rhétorique contre l'Islam dès ses débuts, et dont Isidore de Séville et l'Apocalypse du pseudo-Méthode sont les précurseurs.
En réaction à ces faits, le pape Grégoire va jusqu'à envisager de conduire en personne jusqu'à Jérusalem une armée de secours aux chrétiens d'Orient. Dans cette perspective, Grégoire VII écrit le 2 février 1074 à plusieurs princes pour leur réclamer « en service de Saint Pierre » l'assistance militaire qu'ils lui doivent et qu'ils lui ont promis. Le 1er mars 1074, il revient sur ce projet dans une lettre circulaire destinée à « tous ceux qui veulent défendre la foi chrétienne ». Le 7 décembre 1074, Grégoire réitère ses intentions dans une lettre à Henri IV du Saint-Empire, dans laquelle il évoque les souffrances des chrétiens, et informe l'empereur qu'il est prêt à marcher en personne jusqu'au tombeau de Jésus à Jérusalem, à la tête d'une armée de 50 000 hommes déjà disponible. Une semaine plus tard, Grégoire s'adresse à nouveau à tous ses fidèles pour les exhorter à venir en aide à l'Empire d'Orient et repousser les infidèles. Enfin, dans une lettre du 22 janvier 1075, Grégoire fait part de son profond découragement à l'abbé Hugues de Cluny, où il déplore tous les « malheurs » qui accablent l'Église, le schisme grec en Orient, l'hérésie et la simonie en Occident, la déferlante turque au Proche-Orient et enfin son inquiétude quant à l'inertie des princes européens.
Ce projet de « croisade » ne s'est cependant jamais réalisé sous Grégoire VII, et les idées de guerre sainte n'avaient pas encore convaincu unanimement les chrétiens d'Occident.

## Citation
Parmi les écrits du pape Grégoire VII, la lettre qu'il a envoyée à An-Nasir ibn Alannas ibn Hammad, prince hammadite de Béjaïa (Algérie), est restée célèbre pour sa bienveillance envers l'islam. Elle reste un modèle de dialogue interreligieux.
« (…) Or, cette charité, nous et vous, nous nous la devons mutuellement plus encore que nous ne la devons aux autres peuples, puisque nous reconnaissons et confessons, de façon différente il est vrai, le Dieu UN que nous louons et vénérons chaque jour comme Créateur des siècles et Maître des mondes. (…) ».

## Hommages
Par son nom a été nommée la Tomba Ildebranda par Gino Rosi, pour une des tombes étrusques de l'Area archeologica di Sovana, près de son lieu de naissance (Sovana).

## Dans la fiction
- Kathleen McGowan (traduit de l'anglais par Arlette Stroumza), Le Livre de l'Amour, 2009, XO Éditions, 494 p..

## Pour approfondir